# 크리드 브래턴

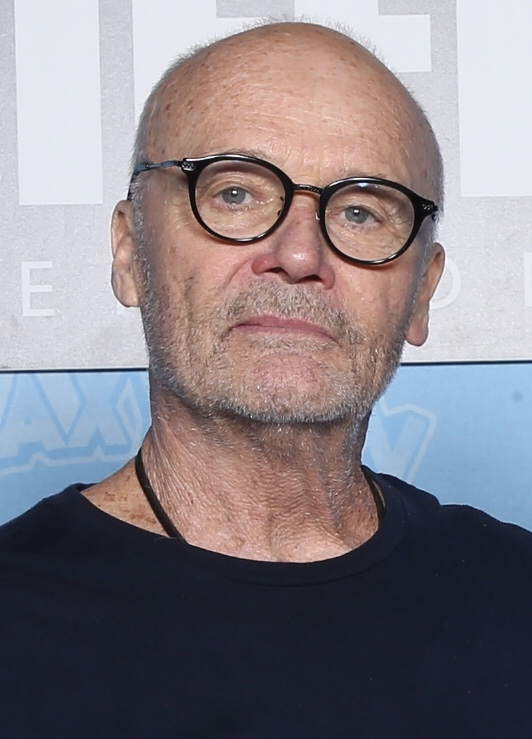

크리드 브래턴(Creed Bratton, 1943년 2월 8일 ~ )은 미국의 배우, 기타 연주자, 싱어송라이터, 텔레비전 배우이다.
로스앤젤레스에서 태어났다.

## 방송
- The office 시즌9
- The office 시즌8
- The office 시즌7
- The office 시즌6
- The office 시즌5

## 영화
- 시스터스 브라더스 (2019년)
- 도둑의 밴드 (2015년)
- 세이빙 링컨 (2013년) - 세나터 찰스 섬너 역
- 더 오피스 9 (2012년)
- 가스틀리 러브 오브 자니 X (2012년)
- 테리 (2011년)
- 퍼니 오어 다이 프레즌트 (2009년)
- 레이버 페인스 (2009년)
- 더 오피스 1 (2005년) - 크리드 역
- 아버지의 비밀 (1994년)
- 네온 시티 (1991년)
- 흑과 백의 분노 (1987년)
- 고래같은 마음 (1983년)